# Нагоряны (Молдова)
Нагоряны (рум. Nihoreni, Нихорень) — село в Рышканском районе Молдавии. Относится к сёлам, не образующим коммуну.

## История
Вотчина Иванушка была основана боярином Егором Рышкану в начале XIX века и входила в состав его имения. В 1870-х годах братья Демьян Степанович и Марк Степанович Колибаба (изначально Колибаб), жители селения Егоровка (ныне село Ракария) переселились в село Иванушка. В это же время туда переселилось значительное количество граждан из других селений. В 1900-х село Иванушка было переименовано в Нагоряны. В 1850—1940 годах входило в состав Белецкого уезда Бессарабской губернии.

## География
Село расположено на реке Копочанке (приток Реута) на высоте 134 метров над уровнем моря.

## Население
По данным переписи населения 2004 года, в селе Нагоряны проживает 3272 человека (1547 мужчин, 1725 женщин).
Этнический состав села:
| Национальность | Число жителей | Процентный состав |
| -------------- | ------------- | ----------------- |
| украинцы       | 2368          | 72.37             |
| молдаване      | 719           | 21.97             |
| русские        | 156           | 4.77              |
| цыгане         | 10            | 0.31              |
| гагаузы        | 8             | 0.24              |
| поляки         | 3             | 0.09              |
| болгары        | 2             | 0.06              |
| румыны         | 1             | 0.03              |
| прочие         | 5             | 0.15              |
| Всего          | 3272          | 100 %             |